# Фронтенд
Фронтенд (англ. front end, frontend) — презентационная часть информационной или программной системы, её пользовательский интерфейс и связанные с ним компоненты; бэкенд (англ. back end, backend) — базисная часть системы, её внутренняя реализация (простым языком, серверная часть программы, что не видит пользователь).
Разделение программных систем на фронтенд и бэкенд — одно из стандартных решений для архитектуры программного обеспечения, связанное в программной инженерии с принципом разделения ответственности между внешним представлением и внутренней реализацией. Как правило, бэкенд реализует API, используемые фронтендом, и таким образом фронтенд-разработчику не нужно знать особенности реализации внутренней части, а бэкенд-разработчику — интерфейсные решения. Кроме того, такое разделение позволяет использовать различные инструменты для реализации внутренней и внешней части системы, более эффективные для соответствующих задач. Например, в веб-разработке к технологиям фронтенда относятся HTML, CSS, JavaScript; а бэкенд может быть реализован на PHP, Java, Python, JavaScript (Node.js), C++.
Иногда, под бэкендом в контексте информационных систем понимается административная часть системы (включая интерфейс), не отображаемая конечному пользователю, в частности, такая терминология используется в системах управления содержимым (в этом случае разделение ближе к используемому в сфере организационного управления, где бэк-офис отвечает за административные функции, а фронт-офис — за непосредственную работу с заказчиками).
Специфическое разделение применяется в инфраструктуре компиляции LLVM: под «фронтендами» в нём понимаются трансляторы исходных кодов программ различных языков программирования в универсальное промежуточное представление, тогда как единый бэкенд, работающий уже только с промежуточным представлением, непосредственно занимается оптимизацией, интерпретацией, компиляцией, компоновкой.